# شینجی موریسو
شینجی موریسو (به انگلیسی: Shinji Morisue) ژیمناست زادهٔ ۲۲ مهٔ ۱۹۵۷ میلادی اهل کشور ژاپن است.